# Montfaucon (Borgogna-Franca Contea)
Montfaucon è un comune francese di 1 576 abitanti situato nel dipartimento del Doubs nella regione della Borgogna-Franca Contea.
È stata location della serie tv di Netflix La foresta.

## Società

### Evoluzione demografica
Abitanti censiti